# الرياض (مركز)
مركز الرياض، مركز إداري مصري. يقع في وسط محافظة كفر الشيخ الواقعة أقصى شمال جمهورية مصر العربية. مدينة الرياض عاصمة المركز.